# Hemtjärn (naturreservat)
Hemtjärn är ett naturreservat i Gagnefs kommun i Dalarnas län.
Området är naturskyddat sedan 2002 och är 30 hektar stort. Reservatet ligger vid södra stranden av Dalälven består främst av lövskog.